# Stanley Rossiter Benedict
Stanley Rossiter Benedict (Cincinnati (Ohio), 1884 – 1936) was een Amerikaans scheikundige die vooral bekend is van het ontdekken van Benedicts reagens, een oplossing die bepaalde suikers kan detecteren.
Benedict ging naar de Universiteit van Cincinnati. Na een jaar ging hij naar Yale's Department of Physiological Chemistry voor training in metabolisme en fysiologie.
- International Standard Name Identifier: 0000 0000 4580 3975
- Library of Congress Control Number: no2003072195
- SNAC: w6933c9c
- Virtual International Authority File: 21835441
- WorldCat: E39PBJyxcTTCTtdyRkqtqHxv73

1. ↑  nobelprize.org; Nobelprijs-identificatiecode voor nominatie: 858.